# Љуба
Љуба може бити женско или мушко име које се користи у Србији и Хрватској, као и у другим словенским земљама, а изведено је од имена Љубинка (Љубинко) или Љубомир. У српским народним песмама, љубом су називане супруге јунака.

## Имендан
У Чешкој, имендан је 16. фебруара.

## Популарност
У Словенији је 2007. ово име било на 265. месту по популарности.